# Кенесаринский сельский округ
Кенесари́нский се́льский окру́г (каз. Кенесары ауылдық округі) — административная единица в составе Бурабайского района Акмолинской области Казахстана.
Административный центр — аул Кенесары.

## География
Административно-территориальное образование расположено в западно-центральной части Бурабайского района. В состав сельского округа входит 3 населённых пункта.
Граничит с землями административно-территориальных образований: сельские округа Конай-бия, Чаглинский, Аккольский Зерендинского района — на западе, севере, Абылайханский сельский округ — на востоке, Златопольский сельский округ — на юге.
Территория сельского округа охватывает восточную часть Кокшетауской возвышенности, располагаясь непосредственно на Казахском мелкосопочнике. Рельеф — мелкосопочный. Общий уклон присутствует: в озеро Жамантуз — расположенного в центрально-южной части сельского округа. Средняя высота — 300—310 метров над уровнем моря.
Гидрографические компоненты: озёра Балыктыколь, Баямбай, Жамантуз.
Климат холодно-умеренный, с хорошей влажностью. Среднегодовая температура воздуха положительная и составляет около +3,0°С. Среднемесячная температура воздуха в июле достигает +19,0°С. Среднемесячная температура января составляет около −14,5°С. Среднегодовое количество осадков составляет около 460 мм. Основная часть осадков выпадает в период с мая по август.
Через территорию сельского округа проходят: Трансказахстанская железнодорожная магистраль (имеется станция «Джемантуз»), автомобильная дорога республиканского значения — А-1 «Астана — Петропавловск».

## История
В 1989 году существовал как — «Александровский сельсовет», в составе Щучинского района Кокчетавской области.
В составе сельсовета находилось 2 населённых пункта — село Александровка, разъезды 17, 19.
В периоде 1991—1999 годов:
- в состав Александровского сельсовета был включен Вороновский сельсовет (сёла Вороновка, Брусиловка);
- Александровский сельсовет был преобразован и переименован в Кенесаринский сельский округ;
- после упразднения Кокшетауской области в 1997 году, территория упразднённой области вошла в состав Северо-Казахстанской области;
- с апреля 1999 года вместе с районом — в составе Акмолинской области.

Решением Акмолинского областного маслихата от 20 июня 2008 года № 4С-7-16 и постановлением акимата Акмолинской области от 20 июня 2008 года № а-5/245 «О переименовании некоторых населенных пунктов и сельских округов Акмолинской области по Ерейментаускому, Аршалынскому, Шортандынскому и Щучинскому районам» (зарегистрированное Департаментом юстиции Акмолинской области 26 июня 2008 года № 3253):
- село Вороновка было переименовано в село Баянбай

Постановлением акимата Акмолинской области от 13 декабря 2013 года № А-11/556 и решением Акмолинского областного маслихата от 13 декабря 2013 года № 5С-20-10 «Об изменении административно-территориального устройства Акмолинской области» (зарегистрированное Департаментом юстиции Акмолинской области 21 января 2014 года № 3976):
- разъезды 17, 19 были переведены в категорию иных поселений и исключены из учётных данных;
- поселения упразднённых населённых пунктов — вошли в состав села Кенесары.

## Население
| Численность населения | Численность населения | Численность населения | Численность населения | Численность населения |
| 1989                  | 1999                  | 2009                  | 2020                  | 2021                  |
| --------------------- | --------------------- | --------------------- | --------------------- | --------------------- |
| 2648                  | ↗3047                 | ↘2383                 | ↘2340                 | ↘2256                 |

## Состав
| № | Населённый пункт | Тип населённого пункта      | Население, 1989 | Население, 1999 | Население, 2009 |
| - | ---------------- | --------------------------- | --------------- | --------------- | --------------- |
| 1 | Баянбай          | аул                         | 1 000           | 946             | 600             |
| 2 | Брусиловка       | село                        | 303             | 210             | 133             |
| 3 | Кенесары         | аул, административный центр | 2 592           | 1 829           | 1 598           |
| 4 | Разъезд 17       | разъезд                     | 28              | 30              | 28              |
| 5 | Разъезд 19       | разъезд                     | 28              | 32              | 24              |

## Местное самоуправление
Аппарат акима Кенесаринского сельского округа — село Кенесары, улица Мира, 141А.
- Аким сельского округа — Рахимжанова Диана Еркеновна  [1].